# Potsdam Hauptbahnhof
Potsdam Hauptbahnhof is een spoorwegstation in de Duitse stad Potsdam. Het station behoort tot de Duitse stationscategorie 2. Het station werd in 1838 geopend. 
Het is zowel een station voor lange-afstandsverkeer (ICE), regionaalverkeer als het eindstation van lijn S7 van het Berlijnse S-Bahnnet

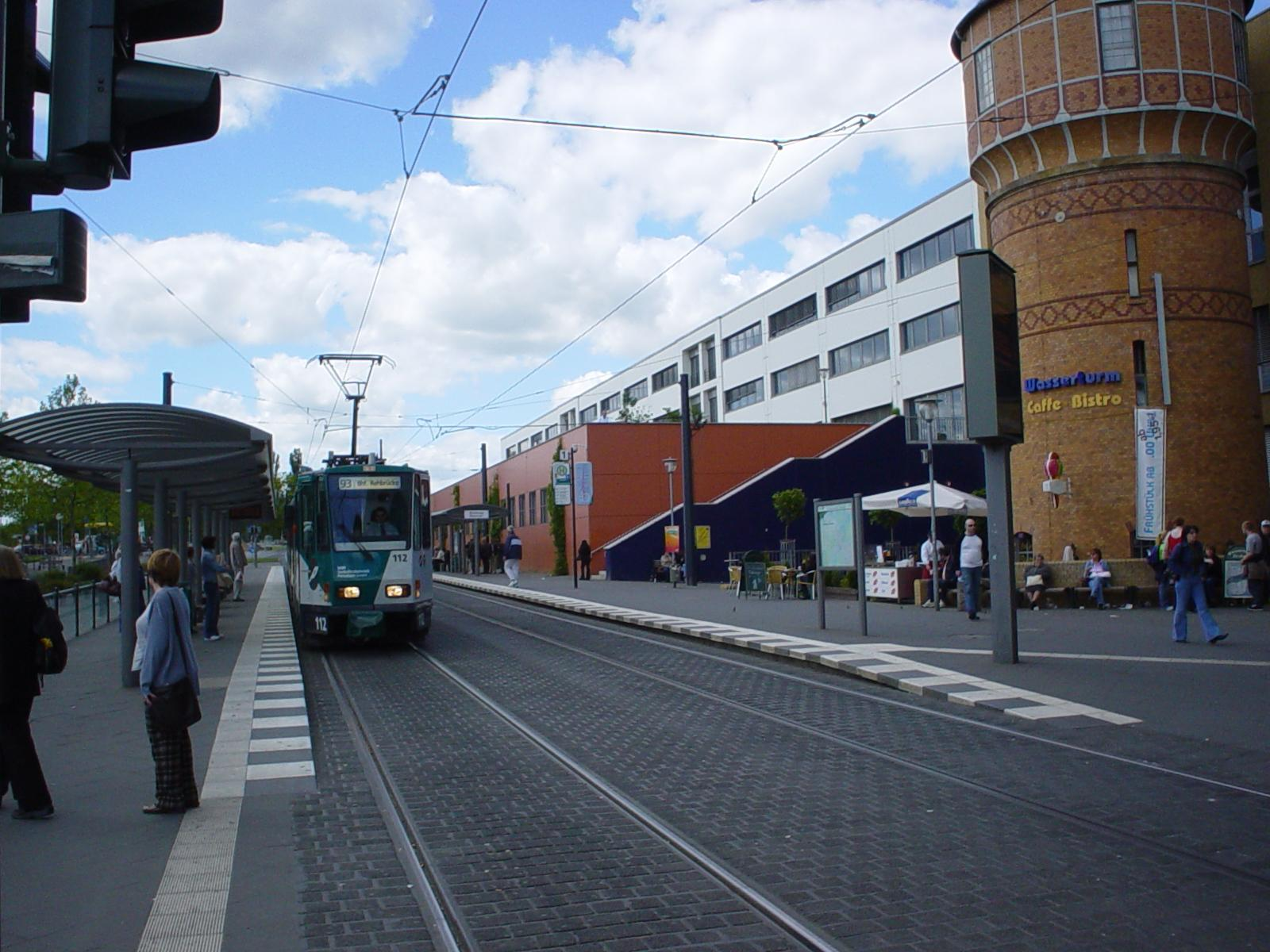
Tram bij het station.